# Pan od muzyki

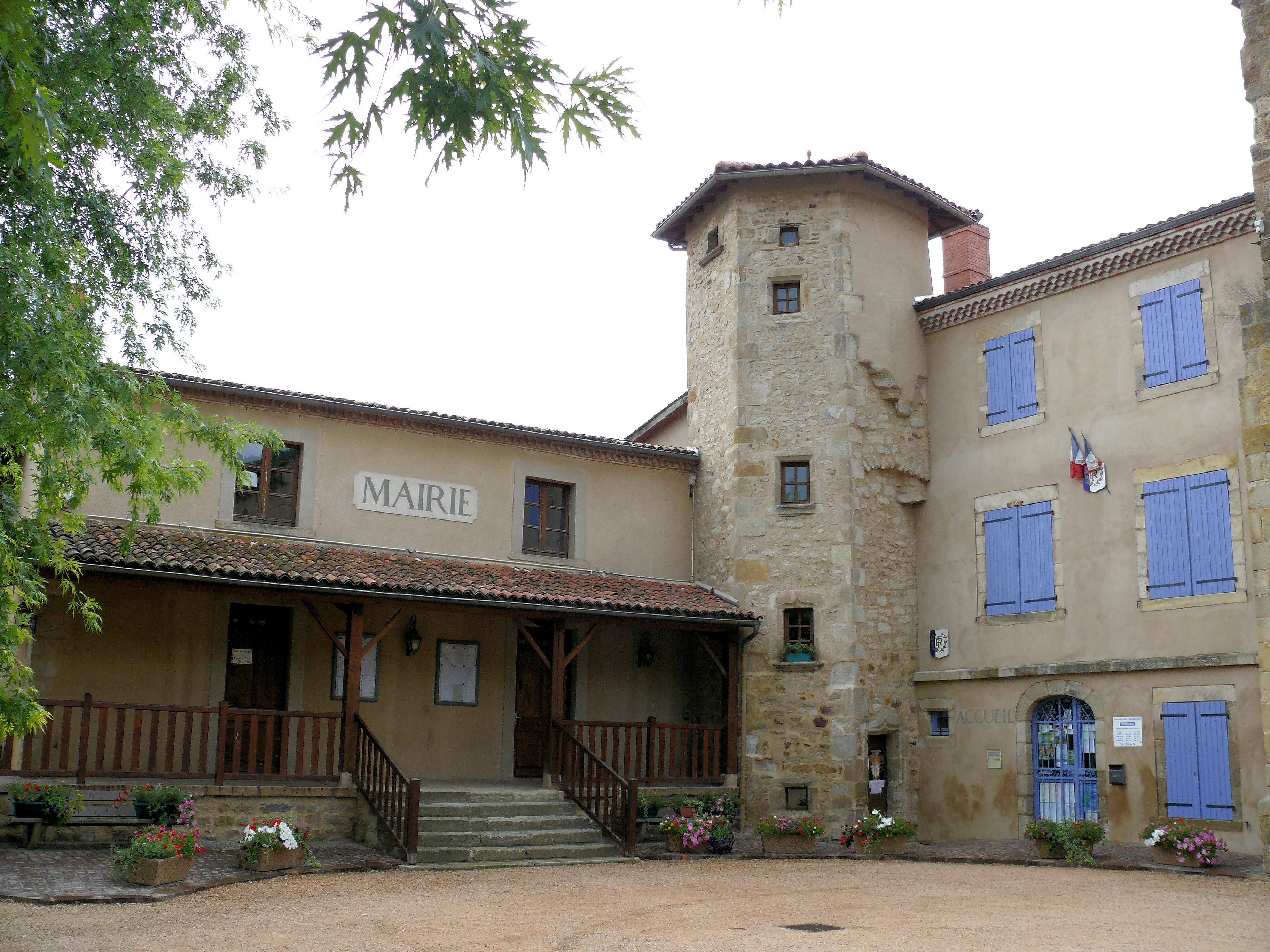
Zamek w Ravel

Pan od muzyki (fr. Les choristes) – francuski dramat filmowy z 2004 roku w reżyserii Christophe’a Barratiera. Zdjęcia kręcono w departamentach Puy-de-Dôme (zamek w Ravel, Park Regionalny Livradois-Forez) oraz Lozère (zamek de la Garde).

## Fabuła
Akcja rozpoczyna się, gdy Pierre Morhange, słynny dyrygent, dowiaduje się o śmierci swojej matki. Jedzie do miasta, gdzie ma się odbyć pogrzeb. Wieczorem, po ceremonii, odwiedza go Pépinot, kolega z dzieciństwa i przynosi dziennik, prowadzony przez ich nauczyciela, Clémenta Mathieu.
Od tego momentu akcja filmu przenosi się do 1949 roku. Do szkoły dla trudnych dzieci Fond de l'Étang przybywa były dyrygent, Clément Mathieu. Dyrektor ośrodka, p. Rachin, jest człowiekiem okrutnym, pozbawionym litości dla chłopców. Jego naczelną zasadą jest hasło „Akcja, reakcja!”, zgodnie z którym każde przewinienie jest natychmiastowo i bezlitośnie karane. Nowy nauczyciel, któremu nie podoba się takie traktowanie dzieci, postanawia zainteresować swoich uczniów muzyką i zakłada chór. U jednego z uczniów – poznanego na początku Pierre’a Morhange - odkrywa wybitny talent muzyczny. To właśnie dzięki „panu od muzyki”, który przekonuje matkę Pierre’a, by wysłała go do konserwatorium, chłopiec otrzymuje wykształcenie muzyczne i zostaje dyrygentem.

## Obsada
- Gérard Jugnot jako Clément Mathieu
- François Berléand jako dyrektor Rachin
- Jean-Baptiste Maunier jako Morhange – dziecko
- Kad Merad – Chabert
- Jacques Perrin jako Morhange – dorosły
- Marie Bunel jako Violette Morhange
- Philippe Du Janeran jako Langlois
- Jean-Paul Bonnaire jako Maxence
- Maxence Perrin jako Pépinot – dziecko
- Didier Flamand jako Pépinot – dorosły
- Grégory Gatignol jako Mondain
- Cyril Bernicot jako Le Querrec
- Carole Weiss jako księżna[1]

## Nagrody
- nominacje do Oscarów za rok 2004:
  - najlepsza oryginalna piosenka filmowa dla piosenki Vois sur ton chemin
  - najlepszy film nieangielskojęzyczny
- nominacje do BAFTA 2004:
  - najlepszy film nieangielskojęzyczny
  - najlepszy scenariusz adaptowany
  - najlepsza muzyka
- César 2005:
  - 2 nagrody: za muzykę i dźwięk
  - 6 nominacji: najlepszy film, najlepsza reżyseria, najlepszy aktor (Gérard Jugnot), najlepszy aktor drugoplanowy (François Berléand), najlepszy debiut reżyserski, najlepsza scenografia
- nominacja do Złotych Globów 2004:
  - najlepszy film zagraniczny[2]